# Willem Schouten

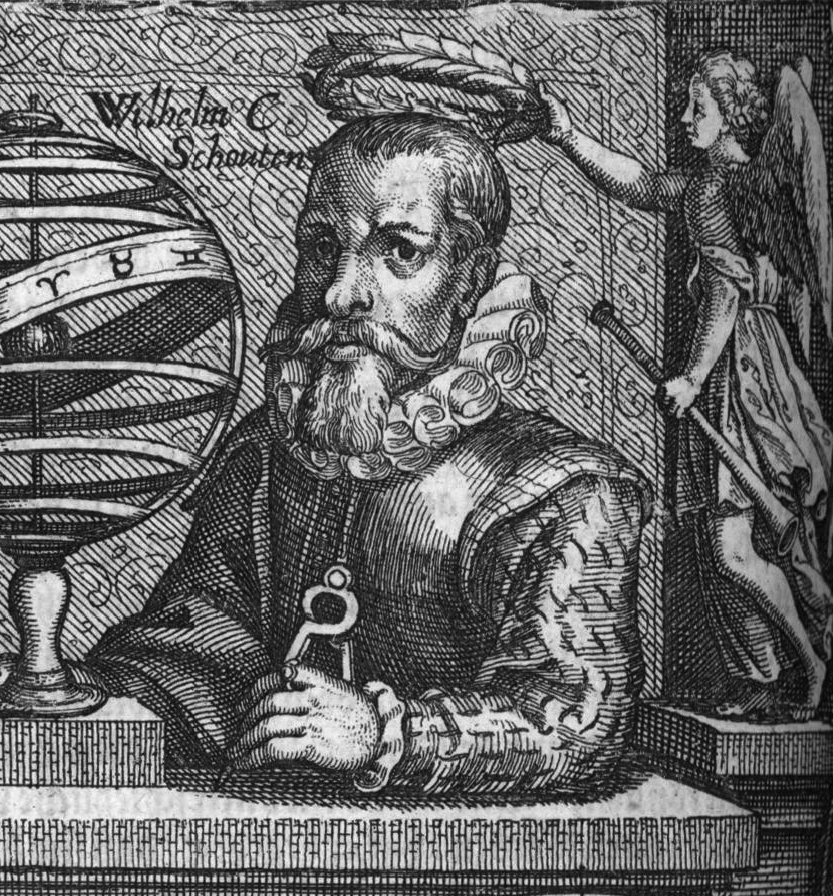
Willem Schouten

Willem Cornelisz Schouten (Hoorn, 1567? – Baia d'Antongil, 1625) è stato un navigatore olandese.

## Biografia
Nel 1615 partì con Jacob Le Maire da Texel, nei Paesi Bassi, al comando di una spedizione sponsorizzata da Isaac Le Maire e la sua Australische Compagnie, codiretta in parti uguali anche da Schouten.  Scopo principale della spedizione era trovare la Terra Australis, scopo fallito. Altro obiettivo era fugare le restrizioni commerciali imposte dalla Compagnia Olandese delle Indie Orientali, cercando una nuova rotta per il Pacifico. Nel 1616 Schouten doppiò Capo Horn, a cui diede il nome della sua città natale. 
Seguì le coste della Nuova Irlanda e della Nuova Guinea e visitò le isole vicine, comprese quelle che verranno poi battezzate Isole Meridionali. Nonostante avesse tracciato una nuova rotta, la Compagnia delle Indie lo accusò di aver infranto il loro monopolio di commercio. Schouten fu arrestato, e dopo rilasciato, e la sua nave confiscata a Giava. Al suo ritorno volle passare per la rotta delle Indie e in uno dei viaggi morì, al largo delle coste del Madagascar.

## Pubblicazioni
Schouten descrisse i suoi viaggi nel Journal pubblicato in lingua olandese ad Amsterdam nel 1618 e subito tradotto in molte lingue.
- Edizione olandese: Journal Ofte Beschryvinghe van de wonderlicke reyse, ghaedaen door Willem Cornelisz Schouten van Hoorn, inde Jaren 1615, 1616, en 1617. Hoe hy bezuyden de Strate van Magekkanes een nieuwe Passagie tot inde groote Zuyzee onteckt en voort den gheheelen Aerdkloot angheseylt, heeft. Wat Eylanden, vreemde volcken en wonderlicke avontueren hem ontmoet zijn. Amsterdam: Willem Jansz. 1618.
- Edizione francese: Journal ou Description du marveilleux voyage de Guilliaume Schouten.Amsterdam: Willem Jansz. 1618.
- Edizione inglese: The Relation of a Wonderfull Voiage made by Willem Cornelison Schouten of Horne. Shewing how South from the Straights of Magelan in Terra Delfuego: he found and discovered a newe passage through the great South Seaes, and that way sayled round about the world. London: Imprinted by T.D. for Nathanaell Newbery. 1619.
- Edizione tedesca: Journal, oder Beschreibung der wunderbaren Reise W. Schouten auss Hollandt, im Jahr 1615-17 ... Frankfurt am Main. 1619.
- Edizione latina: Novi Freti, a parte meridionali freti Magellanici in Magnum Mare Australe Detectio. Diarium vel descriptio laboriosissimi et molestissimi itineris, facti a Guilielmo Cornelii Schoutenio annis 1615-17... Amsterdam: Janson. 1619.

Tra gli storici non c'è unanime consenso sulla paternità del Journal da parte di Schouten. Le edizioni olandese, francese, tedesca e latina contengono nove carte dense di informazioni preziosissime, carte non presenti nella versione inglese.